# Simón Pálima
Simón María Pálima Bolívar (Ortiz, Guárico, Venezuela, 19 de enero de 1970-San Juan de los Morros, 4 de noviembre de 2015) conocido como Simón Pálima fue un artista, imitador, músico, cantor, escritor, locutor, presentador, animador, poeta, cómico, caricaturista y compositor venezolano. Conocido por animar diversos eventos tantos musicales como de belleza y por ser el periodista más conocido en el Municipio Ortiz.

## Reseña biográfica
Simón fue un personaje polifacético, se paseó por el campo político, incluso llegó a ser concejal de su municipio, educador y gerente cultural.
Durante muchos años se desempeñó como Coordinador de Cultura de Ortiz, siendo responsable de representar al estado en todos estos encuentros.
Simón era el eterno animador y maestro de ceremonia de todos los actos, sesiones y eventos que en su pueblo se desarrollaban, con una excelente dicción y una voz que podía darse el lujo de hablar en cualquier tono, Este gran amigo fue parte de esa escuela de la Agencia Escolar de Noticias, fundada en el 2005, desde allí comienza su otra pasión: Reportar lo que sucedía en su pueblo, asumiendo el rol de comunicador popular. Cantante y excelente imitador, disfrutaba cantando cualquier tema, por muy difícil que fuera. Conversador, dicharachero, respetuoso y muy conocedor de la historia.
Amante de las reuniones y el trabajo colectivo, jugaba en equipo, siempre regalando un estrechón de mano y una sonrisa.

## Carrera
Tuvo una amplia carrera en la vida hasta su último día como imitador imitando a una serie de personajes históricos, también como cantante y compositor, periodista y comunicador de nuestro municipio trabajando para el periódico ciudad Guárico, se destacó como escritor y cultor, también como presentador y animador presentando a grandes figuras del folclore Llanero y animando festivales musicales y de Belleza como Reinados y concursos.

## Como Animador y Presentador
El animaba y presentaba todos los eventos relacionados con la música: festivales llaneros, parrandones y eventos de todo tipo. 
Simón era muy conocido por todos en este ambiente y en el pueblo de Ortiz como en Guárico entero. Como amigo, maestro y compañero que presentaba en los amaneceres llaneros a los artistas de su pueblo, entre otros. 
Fue conocedor del ámbito artístico y cultural; entre sus presentaciones de “toda la noche" estuvo animando el amanecer llanero de las fiestas patronales de Santa Rosa de Lima en agosto del 2015. 
Simón siempre decía que la voz dulce que enamora que tiene Ortiz es Neyla Ramos amiga y compañera.

## Como Imitador
El imitaba a varios artista cantando y actuando como ellos, una de sus imitaciones más conocidas fue imitando a Cristina Maica con la canción Métanmelo Preso.

## Muerte
En la tarde de este 4 de noviembre llegó la triste noticia de la partida física de todo un personaje en la población de Ortiz y parte de Guárico, se trata de Simón Pálima quien falleció mientras regresaba a su hogar ubicado en San Juan de los Morros.
Simón María Pálima Bolívar había nacido el 19 de enero de 1970, como buen Quijote cabalgaba sobre sus 45 años bien llevados.
Ampliamente conocido, natural de Ortiz, sin embargo, producto de sus compromiso con la educación, se encontraba desarrollando un Doctorado en Ciencias de la Educación en la Ciudad de San Juan de los Morros, por lo que la tarde de ayer su corazón recibió el alerta de un infarto, siendo llevado hasta una clínica de la localidad en donde falleció.

## Homenaje Póstumo
Entre sus canciones favoritas se encontraban sapo no canta en verano de El Carrao de Palmarito, su amigo y compañero Tomas Yusta le interpretó tal pieza maestra el día de su entierro como homenaje.
Un grupo de amigos y compañeros lo homenajearon cantando canciones que a él le gustaban y canciones cristianas, entre ellos estuvieron: Neyla Ramos, Tomas Yusta, Adelio Estrada, Javier Cabrera, Alfredo George, entre otros.
El Alcalde Rolando Nieves estuvo presente en su entierro y homenaje póstumo que se le hizo a la gran figura polifacética como lo era simón.
La población del municipio Ortiz en el estado Guárico, recordó el primer año de la partida física de Simón Pálima, personaje popular de esa localidad y también en el Guárico, con amigos, compañeros y familiares de él, le cantaron y le pusieron grabaciones donde él sale hablando.